# Washi
Washi sau Wagami (和紙?) este numele colectiv dat hârtiei japoneze făcută de mână. Este de obicei făcută din fibre de dud japonez (Broussonetia papyrifera), mitsumata (Edgeworthia papyrifera), gampi (Wikstroemia diplomorpha). Se poate face și din fibre de in („Cannabis sativa”), orez, etc.

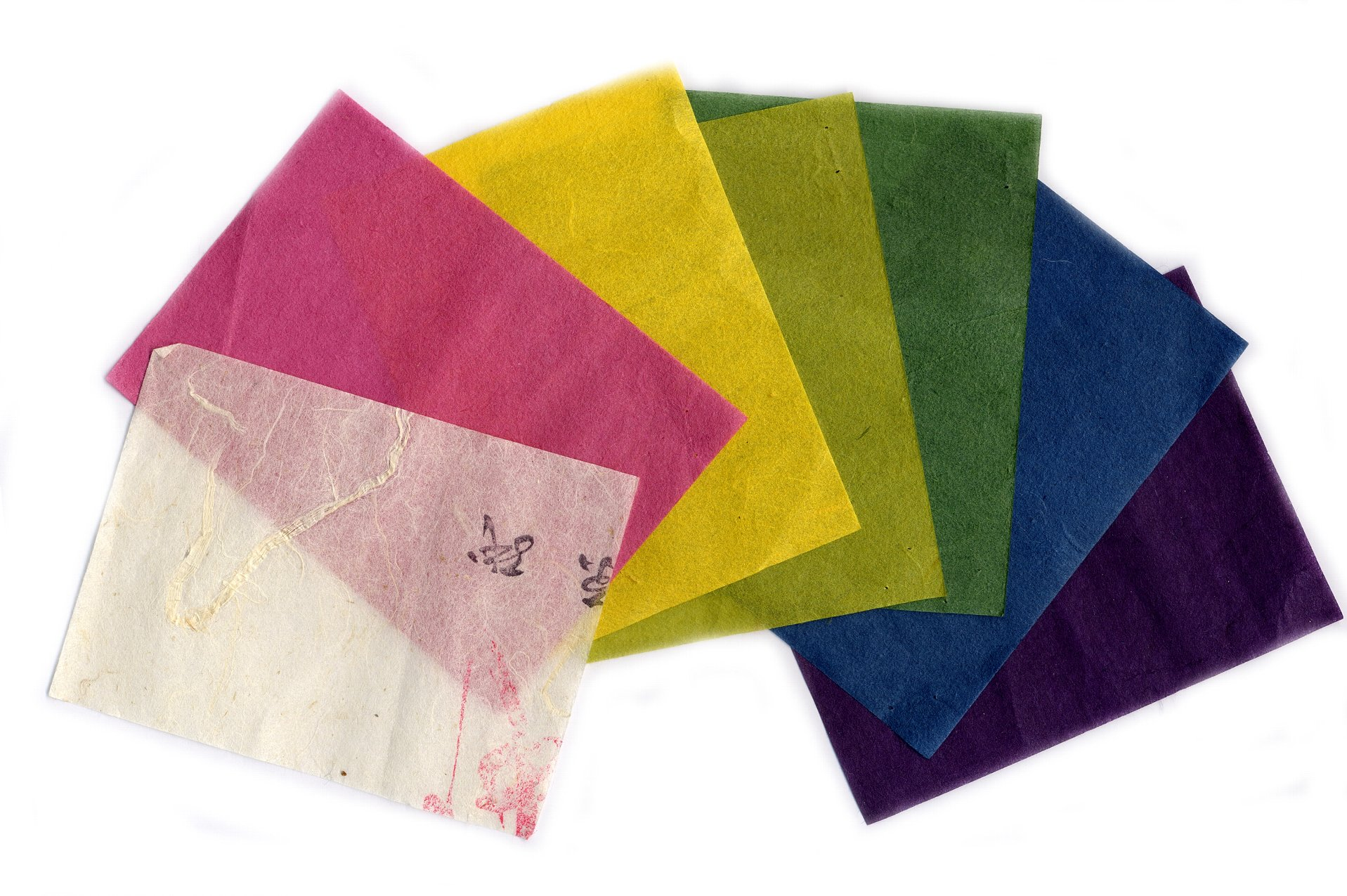
Sugiharagami (杉原紙), un tip de washi

Washi, fabricarea artizanală a hârtiei tradiționale japoneze a fost adoptată în secolul al VII-lea din China, prin intermediul influenței coreene. Producerea acestei hârtii a atins perfecțiunea în Japonia, unde a căpătat și unele caracteristici noi. În anul 2014 această tehnică a fost introdusă în patrimoniul Unesco. 
Este neclar când tehnica de manufactură a fost introdusă în Japonia din China, dar în cronica din secolul al VIII-lea Nihon shoki este menționat că un călugăr coreean, Donchō, a venit în Japonia în 610 d.H. și că știa să facă hârtie.

## Tipuri
- Ganpishi (雁皮紙) -numită mai de mult hishi (斐紙). Ganpishi are o suprafață fină, lucioasă, și este folosită pentru cărți și artizanat.

- Kozogami (楮紙) - este făcută din dudul japonez, fiind cel mai folosit tip de washi. Este durabilă, semănând mai degrabă cu o stofă decât cu hârtie. Când este tratată cu substanță specială nu se degradează prea tare când este udată.

- Mitsumatagami (三椏紙) - are culoare de fildeș, suprafață fină, și este folosită pentru caligrafia japoneză sau tipărit. A fost folosită în era Meiji pentru produsul banilor de hârtie.

## Producători de washi
- Mino washi (Prefectura Gifu)
- Echizen washi (Prefectura Fukui)
- Ecchu washi (Prefectura Toyama)
- Ise washi] (Prefectura Mie)
- Sugiharagami (Prefectura Hyogo)
- Awa washi (Prefectura Tokushima)
- Tosa washi (Prefectura Kochi)
- Yame washi (Prefectura Fukuoka)